# Obrad Vučurović
Obrad Vučurović (* 1. Juli 1921 im Dorf Krivošije bei Herceg Novi; † 18. September 2013 in Belgrad) war ein Raketeningenieur und General der Jugoslawischen Volksarmee. Er war seit den 1960er Jahren hauptverantwortlicher Projektant am Militärtechnischen Institut in Belgrad (VTI-Vojnotehnički Institut) für die Raketenentwicklung der Landstreitkräfte Jugoslawiens. Als Pionier der jugoslawischen Raketenentwicklung bestand seine größte Leistung der R-262-Rakete im M-87 Orkan. Obrad Vučurović hat sich mit der Arbeit an der R-262 an technologischen Entwicklungen der russischen Raumfahrt in den 1950er Jahren orientiert. Hieraus erarbeitet er für die Konzeption ungelenkter ballistischer Rohr-Raketen technologische Neuerungen, die in der R-262 eine zu ihrer Zeit zu vergleichbaren ballistischen Rohr-Raketen einen stärkeren Impuls und größere Reichweite bei relativ geringer Abweichung bot. Er erreichte dies durch eine spezielle Konstruktion mit einem zweiphasigen Raketenmotor sowie komplexer zu Bremsmanövern befähigter Flügeleinheiten der Rakete. Mit der Entwicklung komplexer steuernder Elektronik ist der konstruktive Aufwand bei der Konstruktion heutiger vergleichbarer Waffensysteme nicht mehr notwendig. Die von Vučurović gemachten Innovationen in der Konstruktion ungelenkter ballistischer Raketen sind dadurch für die weitere militärtechnische Entwicklung nicht weiter verfolgt worden. Insbesondere war ihre Entwicklung auf Grundlage irakischer Finanzierung entstanden. Durch die Kriege im Irak hatte das dortige damalige Regime eine Weiterentwicklung nicht mehr vollenden können.

## Militärische Laufbahn

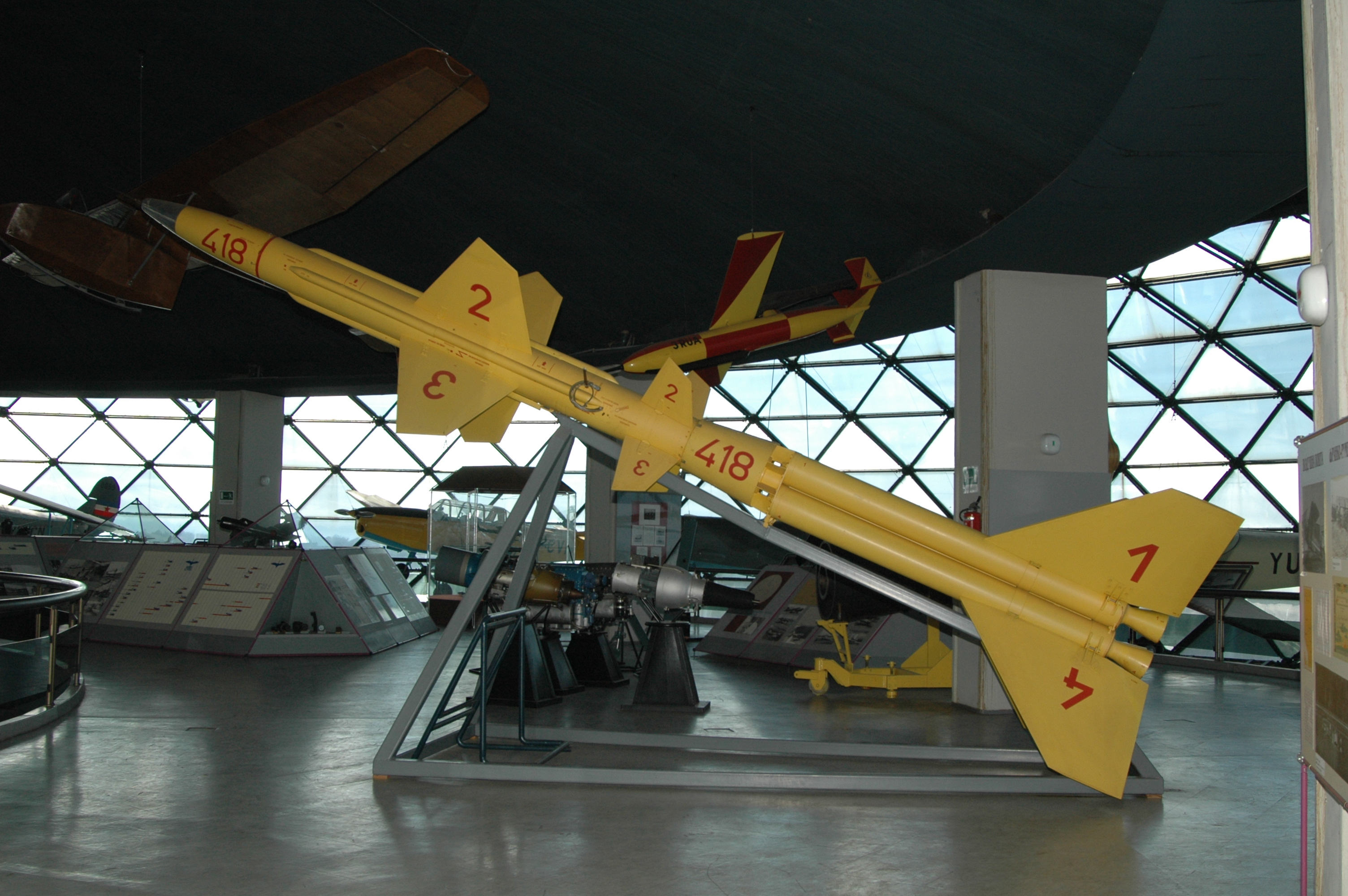
Die Boden-Luftrakete der Vulkan war das erste Raketenprojekt an dem Obrad Vučurović beteiligt war

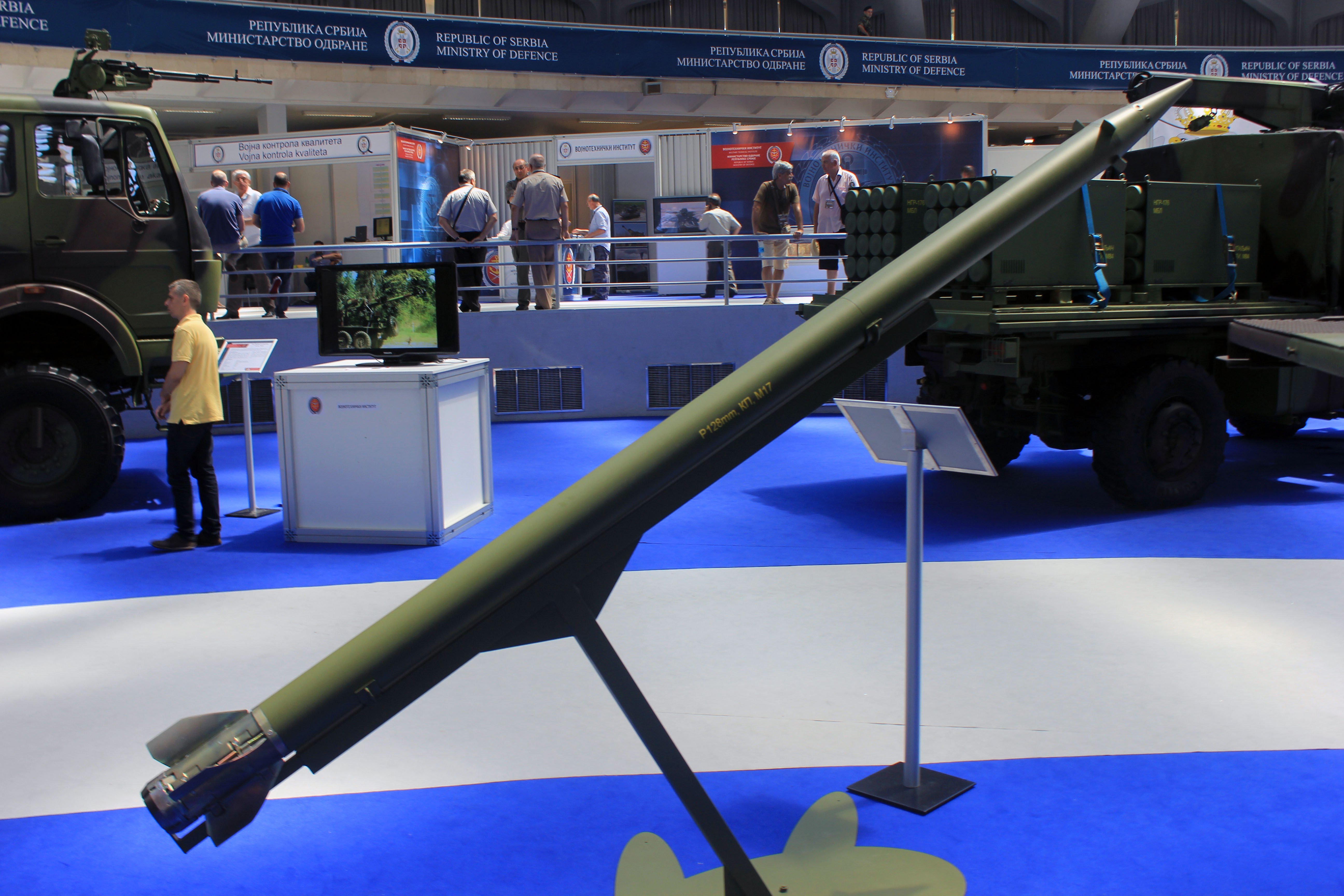
Die M77 war die erste eigenständige Rakete der jugoslawischen Landstreitkräfte. Zum sowjetischen Grad-System war sie technologisch fortschrittlicher

Der M-77 Oganj unterscheidet sich nicht nur im Kaliber 128 mm vom 122 mm des sowjetischen Grad. Der M-77 ist als Defensivsystem mit Splittergefechtskopf für die Verteidigung stärkerer Truppenkonzentrationen an Brückenköpfen, das Grad-System mit Einzelsprengkopf als Offensivsystem für den Einsatz gegen stark bewehrte Frontlinien ausgelegt

Die Grundschule beendete er 1932, das Gymnasium 1941. Am 13. Juli 1941 schloss er sich den Partisanen an. Den Krieg schloss er im Rang eines Major der OZNA ab, später wechselte er in die UDBA. Nach dem Krieg schrieb er Maschinenbau in Zagreb ein, er studierte unter anderen bei Schülern von Wernher von Braun, die als Gastprofessoren in Zagreb unterrichteten. Einer seiner Lehrer wurde Leiter des Aerospace Centers in Stuttgart.
Pavle Savić, der Leiter des jugoslawischen Nuklearprogramms, empfahl Obrad Vučurović für zwei Studiengänge nach Paris. Hier studierte er Waffen- und Nukleartechnik. In Paris lernte er moderne Grundlagen der Raketentechnik kennen. Nach seiner Rückkehr diente er in den Garnisonen Cetinje, Kotor, Zagreb und Belgrad, unterbrochen von seiner Funktion als Abteilungschef im Militärtechnischen Institut (VTI) in Belgrad sowie Direktor im Sektor der gemeinsamen Entwicklung der Landstreitkräfte am VTI (1981–1987).
In Jugoslawien geht die Entwicklung der militärischen Raketentechnik auf das Wirken Obrad Vučurović zurück. Anfang der 1960er Jahre war er an der Entwicklung einer flüssigkeitsgetriebenen jugoslawischen Boden-Luft-Rakete unter dem Namen Vulkan beteiligt. Hierfür hatte die jugoslawische Armee die japanische Kappa vorgeblich als Forschungsrakete gekauft. Im Geheimen sollte sie als Studienobjekt der eigenen militärischen Entwicklung dienen. Nach Vorbild der Kappa ließ Obrad Vučurović im militärischen Werk Pretis (Vogosča) in Sarajewo den Booster-Motor der Vulkan nachbauen. Mit Vladimir Ajvaz entwickelte er im Luftfahrtunternehmen „SOKO“ in Mostar dann den Motor der zweiten Stufe der Vulkan auf Basis einer Flüssigkeitsrakete. Mit dem Kauf der Kappa hatte Jugoslawien auch die Grundlagen für Raketentreibstoffe bekommen. Das Werk SPS Vitez produzierte aus den aus ZORKA (Šabac) und Vitkovići (Goražde) gelieferten chemischen Grundstoffen fertige Blöcke rauchloser zweibasischer Festbrenntreibstoffe, die in der weiteren Entwicklung zur Entwicklung des Motors der R-262 beitrugen.
Obrad Vučurović genoss aufgrund seiner für das Land völlig neu zu entwickelnder Technik im Raketenbau innerhalb der Hierarchie der Generäle der Jugoslawischen Volksarmee eine besonders angesehene Stellung. Er hatte nicht nur für die Entwicklung der Waffensysteme, sondern im Aufbau der Serienproduktion des militärisch-industriellen Komplexes zu sorgen. Einige der großen Waffenfabriken hatten aufgrund von Obrad Vučurovićs hohen Anforderungen an die Qualität und Innovation der militärischen Produkte damit ein beachtliches technologisches Niveau erreicht, das die Fabriken nach Zusammenbruch des Landes jedoch nicht mehr halten konnten.

## M77-Oganj der jugoslawische Kaliber
Nach dem Jom-Kippur-Krieg wurde die Bedeutung von Mehrfachraketenwerfern offensichtlich. Die JNA gab ab 1971 ein dem sowjetischen Grad-System vergleichbares Waffensystem zu entwickeln. Leiter des Projekts war Obrad Vučurović. Er wählte anstatt des weitläufig verbreiteten sowjetischen Kalibers 122 mm der Grad Raketenwerfer jedoch einen mit dem ungewöhnlichen Kaliber 128 mm. Dieses Oganj genannte System konnte zwar schließlich eine höhere Reichweite, größere Präzision und ein moderneres Fahrzeugkonzept vorweisen, jedoch gelang es der jugoslawischen Armee nicht, es an Länder der Dritten Welt zu verkaufen. Tito der Staatspräsident Jugoslawiens selbst warb für den Prototyp des Systems bei Diktatoren der Nordafrikanischen Staaten, wie 1973 beim libyschen Diktator Muammar al Gaddafi, wo er ihn auf dem Testgelände des VTI im VOC (Vojno Opitni Centar) Nikinci bei Ruma präsentierte. Alleine für Ägypten produzierte man 1987 auf ein auf der Oganj Entwicklung basierendes Raketen, die aber auf 122 mm reduziert wurden. Erst nach 2010 wurde mit dem „Morava“ MLRS genannten System ein modularer Werfer entwickelt, der das alte jugoslawische als auch das dominierende sowjetische Kaliber nutzen kann. Damit hatte sich der M77-Oganj als verkäuferischer Misserfolg erwiesen. Die technologischen Fortschritte im Oganj flossen in der weiteren Entwicklung aber in das folgende großkalibrige System des M-87 Orkan ein, das auf Wunsch des Irak finanziert wurde.

## Leiter im KOL-15
Das Projekt KOL-15 (Orkan M-87) bildete nach der Beendigung des M-77 Oganj die größte Herausforderung der militärischen Entwicklung der Landstreitkräfte der Jugoslawischen Volksarmee (JNA). Dabei war das Projekt keines das die JNA präferierte. Der später in Orkan getaufte (M-87) Raketenwerfer hätte in seiner taktischen Auslegung militärische Kampfverbände des Warschauer Paktes in der Größenordnung einer Division am Übergang über die großen Tieflandflüsse des Landes (Sava, Drava, Morava) zu hindern. Für den Gefechtskopf wurden Kassettenmunition und Giftgasgranaten in Landkriegen gegen Großarmeen entwickelt. Den Anforderungen des Irak, der im Golfkrieg durch die personelle Überlegenheit der Iraner an einem Waffensystem gegen größere Truppenkonzentration interessiert war, entstammte die Grundüberlegung. Für dessen massive Aufrüstung, die der damalige Machthaber Saddam Hussein nachhaltig betrieb, standen Obrad Vučurović beim KOL-15 für Rakete, Werfer und Fahrzeug bedeutende finanzielle Möglichkeiten zur Verfügung, mit denen er ebenfalls aus einem fast „unerschöpflichen“ Reservoir aus Ingenieuren schöpfen konnte. Praktisch alle Komponenten konnte er damit von seinen Ingenieuren nach seinen Plänen neu entwickeln lassen, ohne auf die Kosten oder praktischen Nutzen zu achten. Auch das Fahrzeug wurde speziell für die Belange des Orkan gebaut. Aus Deutschland hatte die Firma Leifield Maschinen für Prozesse im Zylinderdrückwalzen für die Formung der Raketenmotorkammern im Werk Pretis hier neu erprobt und entwickelt. Die SPS Vitez importierte extrem leistungsfähige Strangpressen für die Extrusion von jeweils 160 Kilogramm zweibasischen rauchlosen Festtreibstoff (NGR 375) für die Kammer des Marschraketenmotors. Insgesamt arbeiteten über 100 Fabriken in der Metall-, Chemie- und Fahrzeugindustrie, Telekommunikation und Elektronik in Slowenien, Bosnien und Herzegowina und Serbien an den einzelnen Komponenten des Waffensystems. Die Endfertigung der Fahrzeuge erfolgte in Novi Travnik, die kompletten Raketen mit Zündern und Treibstoff wurden in Pretis-Unis (Vogošča) finalisiert. Bei der Auswahl der Stahl- und Aluminiumlegierungen wurden Sonderlegierungen benötigt. Insbesondere mussten die Rohre der Werfer höchsten Anforderungen genügen. Für sie wurden Hochleistungsstähle im Stahlwerk Ravna in Slowenien produziert, die fertigen Rohre in Pretis-Unis bearbeitet. Bei den Erprobungen wurden mehr als 500 Raketen verschossen. Neben den militärischen Testgeländen Prevlaka und Luštica war es insbesondere Krivolak in der damaligen Republik Mazedonien, wo das Waffensystem auch scharf getestet wurde. Die abschließenden Tests fanden dann im Irak statt. Ein Problem bei den Tests stellte die Übung mit der Kassettenmunition dar. Hierbei war es nicht möglich, diese bei Prevlaka und Luštica über der Adria einzusetzen. In Krivolak mussten daher mehrere Dörfer und alle Nutztiere vorher evakuiert, da die Bomblets häufig eine größere Streuung verursachten als dies vorab geplant war.
Als Projektant für die Gesamtentwicklung im KOL-15 hatte Obrad Vučurović von 1975 bis zu seiner Pensionierung am 22. Dezember 1987 die Aufsicht von der Planung über die Waffensystemerprobung bis zur Auslieferung der 0-ten Serien an den Irak koordiniert. Öffentlich wurde der Orkan am 18. Dezember 1987 vorgestellt. Nachdem 1990 in der 0-ten Serie mit der Auslieferung in den Irak begonnen wurde, stoppte 1991 die weitere Produktion. Die SFOR zerstörte alle in Bosnien eingemotteten Komponenten des Waffensystems, mehrere Raketenfahrzeuge in Bratunac, Treibstoffe in Vitez und Raketen in Vogosča. Desgleichen wurden die irakischen Bestände an Raketen und Werferfahrzeugen durch Fachleute der US-Army unschädlich gemacht.
Aus der R-262 wurde eine ARS-120 genannte Variante mit 120 km Reichweite und 400 mm Durchmesser abgeleitet. Sie wurde zuerst im Irak sowie später in Serbien weiter verfolgt.
Im Triebwerk der R-262 Rakete nutzte Vučurović bei Mehrfachraketenwerfern dieses Durchmessers einen zweiphasigen Motor (die sowjetische Uragan ist mit 226 mm deutlich kleiner). Die mit unterschiedlichen Impulsen arbeitenden Motoren zündeten zur gleichen Zeit. Durch die Trägheit des großen Marschmotors und des höheren Impulses des Boosters kam die Leistung in den ersten 0,2 s praktisch ausschließlich vom Booster. Damit war der Marschmotor mit einer Brenndauer von 4,2 s schon beim Verlassen der Rakete aus dem Rohr gezündet, was für eine höhere Präzision als in vergleichbaren Systemen sorgte. Auch hatte die Rakete, deren Impuls nicht primär vom Marschmotor stammte, für die Sicherheit des Lafettenfahrzeuges Vorteile. Eine wesentliche Forderung von Vučurović war, dass der Booster die Rakete mit seinem kurzen extremen Impuls aus dem Rohr an der Mündung auf 130 m/s katapultierte. Keine vergleichbare Rakete hatte in der Zeit eine ähnlich hohe Mündungsgeschwindigkeit. Bei der relativ hohen Reichweite der R-262 von 50 km konnte er dieser dadurch eine akzeptable Präzision garantieren.
Eine ganze Batterie von Werfern konnte zu jeweils 12 Raketen mit jeweils 96 Bomblets mehrere tausend Sprengkörper über ein Terrain von einigen Hektar Land verteilen.
Eine weitere Neuerung bei der Entwicklung ungelenkter ballistischen Raketen sind von Obrad Vučurović erstmals eingeführte Korrekturen ballistischer Flugbahnen ungelenkter Raketen, die über eine Kombination verschiedener Bremsen funktionieren.